# Anna (serie televisiva)
Anna (안나?, AnnaLR) è una serie televisiva sudcoreana distribuita su Coupang Play dal 24 giugno all'8 luglio 2022, tratta dal romanzo del 2017 Chinmilhan ibang-in di Chung Han-ah. Descritto come un thriller psicologico, racconta la storia di Lee Yu-mi, una donna ambiziosa che adotta un'identità altrui, quella della ricca professoressa "Anna", per vivere una vita diversa. In 240 Paesi è stato reso disponibile su Prime Video.

## Trama
Dopo aver fallito l'esame d'ingresso all'università, Lee Yu-mi inizia a mentire sulla propria vita, facendo credere a genitori e amici di averlo superato e usando i soldi destinati alla retta per pagare i corsi da ripetente. Gli anni si susseguono senza che riesca mai a passare l'esame e, quando suo padre muore di tumore e Yu-mi diventa responsabile del mantenimento della madre muta, trova lavoro come commessa nel negozio di mobili della famiglia della ricca Lee Hyun-joo. Qui, per affrancarsi dalla propria condizione di povertà e realizzare le proprie ambizioni, la ragazza ruba il background accademico di Hyun-joo e si costruisce una nuova vita, aiutata dal fatto che Hyun-joo abbia studiato a Yale e non ci siano suoi ex-compagni di scuola in Corea. Dopo aver cambiato legalmente il proprio nome in Anna – com'era conosciuta Hyun-joo negli Stati Uniti – Yu-mi inizia a insegnare arte in un'accademia privata e sposa, senza amarlo, Choi Ji-hoon, l'AD di un'importante società conosciuto grazie ai suoi nuovi agganci. Il ritorno di Hyun-joo a Seul e la decisione del marito di Yu-mi di candidarsi a sindaco, però, rischiano di esporre la verità e far saltare la sua vita perfetta.

## Personaggi e interpreti

### Personaggi principali
- Lee Yu-mi/Lee Anna, interpretata da Suzy, Choi So-yool (a 6 anni) e Kim Soo-in (a 14 anni)
Una donna affetta dalla sindrome di Ripley che si è inventata una nuova vita dopo aver rubato l'identità di Hyun-joo.
- Lee Hyun-joo, interpretata da Jung Eun-chae
Gallerista proveniente da una ricca famiglia.
- Choi Ji-hoon, interpretato da Kim Jun-han
Marito di Yu-mi, AD di una società con ambizioni politiche.
- Han Ji-won, interpretata da Park Ye-young
Giornalista, unica amica e confidente di Yu-mi.

### Personaggi secondari
- Yoon Hong-joo, interpretata da Kim Jung-young[4]
Madre muta di Yu-mi.
- Lee Sang-ho, interpretato da Choi Yong-jin
Sarto, padre di Yu-mi.
- Professore di musica, interpretato da Lee Je-yeon[5]
Insegnante di Yu-mi, con cui la ragazza ha avuto una relazione durante l'ultimo anno delle superiori.
- Kang Jae-ho, interpretato da Heo Hyeong-gyu[6]
Ragazzo frequentato da Yu-mi mentre finge di essere un'universitaria.
- Sun-woo, interpretato da Woo Ji-hyun[7]
Collega di Yu-mi mentre lavora per la famiglia di Hyun-joo.
- Signora Kim, interpretata da Kim Soo-jin[8]
Superiore di Yu-mi mentre lavora per la famiglia di Hyun-joo.
- Signor Lee, interpretato da Oh Man-seok[9]
Padre di Hyun-joo, proprietario della Marais Home & Living.
- Madre di Hyun-joo, interpretata da Baek Ji-won[10]
- Padre di Choi Ji-hoon, interpretato da Kim Ki-cheon
- Choi Min-jae, interpretato da Lee Chae-hyun
Figlio autistico di Ji-hoon.
- Yoon So-young, interpretata da Yoon Ji-min[11]
Professoressa dell'università Dongjin, collega di Yu-mi/Anna.
- Cho Yu-mi, interpretata da Park Soo-yeon[12]
Segretaria di Yu-mi/Anna.
- Segretario Jung, interpretato da Hong Hee-won
- Giornalista Hwang, interpretato da Kang Shin-chul
Collega di Ji-won al Bokuk Daily.

## Produzione

### Pre-produzione
Anna è il primo drama scritto e diretto dalla regista cinematografica Lee Zoo-young, ed è adattato dal romanzo Chinmilhan ibang-in (친밀한 이방인?; lett. "Una sconosciuta intima") di Chung Han-ah. La produzione è iniziata nell'autunno 2018 quando la regista ha inviato un trattamento da 21 pagine all'AD di Content Map, Lee Yoon-geol, conosciuto l'anno precedente durante il casting di Lee Byung-hun per Single Rider. L'intenzione iniziale era quella di farne un film, annunciato il 27 giugno 2019 con Song Hye-kyo in trattative per il ruolo della protagonista. Successivamente, trovando che ci fosse il potenziale per espandere maggiormente la storia, è stato convertito in una serie da otto puntate, poi ridotte a sei da Coupang Play per aumentarne la drammaticità. Si tratta della seconda serie originale realizzata dalla piattaforma dopo Eoneu nal (2021). Ha avuto due titoli di lavorazione, Dangsindo aneun Anna (당신도 아는 안나?; lett. "L'Anna che conosci") e Du beonjjae Anna (두 번째 안나?; lett. "La seconda Anna").
La fotografia è curata da Lee Eui-tae, mentre Kim Jung-hoon ha fatto da direttore del montaggio e Mowg si è occupato delle musiche.

### Casting
L'8 luglio 2021 Star News ha riferito che Suzy avrebbe interpretato la protagonista della nuova serie originale di Coupang Play. La sua agenzia, Management Soop, ha risposto attraverso Joy News 24 che aveva ricevuto un'offerta di casting e la stava valutando positivamente. Il cast principale, composto da Suzy, Jung Eun-chae, Kim Jun-han e Park Ye-young, è stato confermato il 20 ottobre seguente, data in cui è stato comunicato anche il titolo definitivo, Anna.
Per il ruolo di Yu-mi/Anna, la produzione voleva un'attrice che potesse interpretarla sia da adolescente che come trentenne, e il cui viso non cambiasse molto passando da una fase all'altra della crescita del personaggio. Le candidate erano diverse e il produttore Lee Yoon-geol non aveva pensato immediatamente a Suzy, ma dopo averla incontrata ha concluso che fosse l'unica che rispettasse entrambi i criteri. L'attrice era alla ricerca di una parte che deviasse da quelle vivaci interpretate fino ad allora e, quando le è stata proposta Yu-mi, "ho dovuto averla. Non volevo perderla a favore di qualcun altro". Per interpretare il personaggio, la cui sindrome di Ripley lo porta a negare la realtà e a credere a menzogne su se stesso, vivendo dei cambiamenti psicologici, Suzy ha ricevuto consigli da alcuni psicologi e ha iniziato a tenere un diario per registrare le emozioni causate dalla propria ansia, avendo concluso che fosse questa la forza motrice di Yu-mi. Ha inoltre imparato la lingua dei segni per le scene in cui dialoga con sua madre.
Il personaggio di Hyun-joo è stato costruito attorno a Jung Eun-chae, conoscente di lunga data della regista, contattata dalla produzione già prima dell'inizio del casting appositamente per interpretarlo, e prende in prestito alcuni dettagli del background dell'attrice, come la scioltezza con la lingua inglese, la laurea in belle arti e il tempo trascorso a vivere nel Regno Unito, dove Jung ha studiato per otto anni.

### Riprese
Le riprese sono durate sei mesi, dal 15 ottobre 2021 al 23 marzo 2022. Circa il 90% del drama è stato girato in location reali anziché su set costruiti, e alcune delle scene sono state filmate in Alaska. Sia l'appartamento di Yu-mi che quello di Hyun-joo sono stanze dell'hotel Josun Palace di Seul.

### Promozione e distribuzione
Il 31 maggio 2022 è stato annunciato che Anna sarebbe stato distribuito ogni venerdì alle 20 a partire dal successivo 24 giugno. Contemporaneamente è uscito il primo poster promozionale, uno scatto di Suzy che guarda in camera accompagnato dalla scritta "Un nome che voglio, una vita che voglio rubare". Il successivo 3 giugno è stato caricato online un teaser, mostrante la doppia vita di Suzy nei ruoli di Yu-mi e Anna.
Il 14 giugno Coupang Play ha reso pubblici trailer e poster principali: nella nuova locandina, Suzy, nei panni di Anna, posa di profilo con indosso un vestito glitterato, mentre sullo sfondo Yu-mi, in uniforme da lavoro, la osserva con sguardo preoccupato da dietro uno specchio, il tutto accompagnato dalla frase "Nel momento in cui ci credi, persino le bugie diventano la verità". La settimana dopo sono usciti quattro poster singoli, uno per ciascuno dei personaggi principali.

#### Versione della regista
Il 2 agosto 2022, in una dichiarazione rilasciata attraverso il suo avvocato, Lee Zoo-young ha accusato Coupang Play di aver apportato modifiche sostanziali ad Anna senza consultarla, rendendo il drama "irriconoscibile". Infatti, sebbene avesse consegnato 8 episodi lunghi 45-61 minuti, la piattaforma aveva distribuito una versione da 6 episodi di durata compresa tra i 45 e i 63 minuti, con le scene inserite in ordine diverso. Il montatore Kim Jung-hoon ha confermato sulla propria pagina Facebook che gli episodi disponibili su Coupang Play non erano quelli su cui aveva lavorato. Prima della messa in onda, infatti, la piattaforma aveva chiesto i file originali, ufficialmente per archiviarli, ma li aveva consegnati a una società esterna per rimontare il drama. Sia Lee che Kim avevano chiesto che il loro nome fosse rimosso dai titoli di coda, ma erano stati ignorati.
Il giorno successivo, Coupang Play ha risposto che il montaggio proposto dalla casa di produzione era significativamente diverso da quanto avevano concordato e che, siccome Lee aveva rifiutato di correggerlo nonostante le molteplici richieste fatte, la piattaforma era intervenuta con il consenso del produttore e in accordo con i termini del contratto. L'avvocato della regista ha confutato l'affermazione, dichiarando che né Lee né Kim Jung-hoon avevano ricevuto richieste specifiche di modifiche dopo la prima e unica riunione editoriale il 21 aprile. Lee Eui-tae e Jung Hee-sung (fotografia), Lee Jae-wook (luci), Paek Bum-joon (grip), Kim Jung-hoon (montaggio) e Park Ju-gang (suono) hanno espresso il loro sostegno a Lee Zoo-young in una dichiarazione congiunta il 4 agosto.
L'8 luglio Coupang Play aveva annunciato che, vista l'accoglienza positiva, ad agosto avrebbe reso disponibile anche una versione estesa di Anna. Nel botta e risposta con Lee, la piattaforma ha confermato che si trattava della versione della regista, poi distribuita il 12 agosto seguente alle 20.
Il 21 agosto gli avvocati di Lee hanno annunciato che, due giorni prima, il general manager di Coupang Play si era scusato con la regista e i sei membri dello staff che avevano espresso le proprie rimostranze durante una riunione privata mediata dalla Directors Guild of Korea, impegnandosi a rimuovere i loro nomi dai titoli di coda. Il giorno dopo la piattaforma ha confermato che avrebbe tolto i nomi, ma soltanto perché Lee aveva ammesso che il rimontaggio non era avvenuto senza consultarla, e ha sostenuto di non essersi scusata; entrambe le affermazioni sono state confutate dai difensori della regista.

## Accoglienza
Subito dopo la sua distribuzione il 24 giugno, Anna è apparso al primo posto nella classifica dei contenuti più visti su Coupang Play e al quinto in quella complessiva delle piattaforme OTT attive in Corea del Sud, salendo al terzo posto il 6 luglio. Ha causato un netto aumento del numero di utenti di Coupang Play, in calo dall'inizio del 2022, con 600 000 nuove registrazioni nel mese di giugno, quando la piattaforma ha registrato 3 733 269 utenze attive, il numero più alto dal lancio a fine 2020.
Pur essendo uno dei drama più attesi della prima metà del 2022, il suo successo è stato inaspettato, trattandosi della prima opera prodotta da Content Map, distribuita da un servizio OTT poco conosciuto, e che ha contemporaneamente segnato il primo ruolo di Suzy come unica protagonista. Dopo la distribuzione dei primi due episodi, Park Se-yeon di Star Today l'ha definito "accattivante" e ha lodato la regia semplice e cupa, ma molto dettagliata, i colori, le inquadrature, la musica intensa e la recitazione del cast. La performance di Suzy, che Tae Yu-na di 10Asia ha reputato "profonda e appassionata", ha ricevuto recensioni favorevoli tanto dalla critica quanto dagli spettatori, ed è stata indicata come uno dei fattori principali del coinvolgimento del pubblico, insieme alla storia imprevedibile e all'impatto visivo. Park Ah-reum di Newsen ha evidenziato come Suzy abbia interpretato Yu-mi e Anna in modi diametralmente opposti: la prima con viso spoglio e asciutto e occhi stanchi, la seconda con espressione contenuta e voce calma che non lascia trapelare le proprie emozioni, differenziandole nel modo di parlare, nello sguardo e nei gesti.
Grazie alla popolarità del drama, Chinmilhan ibang-in di Chung Han-ah è rientrato nelle classifiche dei libri più venduti online su Kyobo Bookstore e Aladdin cinque anni dopo la sua pubblicazione nel 2017. Il 9 luglio 2022 era il 4º romanzo più venduto su Kyobo Bookstore, mentre nella classifica complessiva del sito risultava al 10º posto, in risalita di 40 posizioni rispetto alla settimana precedente.
Tra il 19 settembre e il 4 ottobre 2022, la rivista di business Joy News 24 ha condotto un sondaggio tra 200 professionisti dell'industria sudcoreana dell'intrattenimento per decretare il miglior drama dell'anno: Anna si è classificato sesto con 5 voti. Cine21 ha inserito la versione della regista al 5º posto nella classifica delle serie più belle del 2022. È stato inoltre il programma originale di una piattaforma OTT più discusso dell'anno.

## Riconoscimenti
- APAN Star Award
  - 2022 – Candidatura Premio all'alta eccellenza, attrice in una serie OTT a Suzy[59]
  - 2022 – Candidatura Premio all'eccellenza, attrice in una serie OTT a Jung Eun-chae[59]
  - 2022 – Candidatura Miglior attrice di supporto a Baek Ji-won[59]
  - 2022 – Candidatura Premio popolarità - attrici a Suzy[60]
- Baeksang Arts Award[61]
  - 2023 – Candidatura Miglior regista di drama a Lee Zoo-young (per la versione Director's Cut)
  - 2023 – Candidatura Miglior attrice (TV) a Suzy
  - 2023 – Candidatura Miglior attore di supporto (TV) a Kim Jun-han
  - 2023 – Candidatura Miglior attrice di supporto (TV) a Jung Eun-chae
- Blue Dragon Series Award[62][63]
  - 2023 – Miglior attrice a Suzy
  - 2023 – Candidatura Miglior attore di supporto a Kim Jun-han
  - 2023 – Candidatura Miglior attrice di supporto a Jung Eun-chae
- ContentAsia Award[64]
  - 2023 – Miglior attrice protagonista in un programma/serie TV prodotto in Asia a Suzy
- Director's Cut Award[65][66]
  - 2023 – Miglior attrice a Suzy
  - 2023 – Miglior nuova attrice a Park Ye-young
  - 2023 – Candidatura Miglior attrice a Jung Eun-chae
  - 2023 – Candidatura Miglior nuovo attore a Choi Yong-jin
- Premio Daejong[67]
  - 2022 – Series Film Director Award a Anna (Director's Cut)
- Seoul International Drama Award
  - 2023 – Miglior attrice a Suzy[68]
  - 2023 – Candidatura Miglior drama (miniserie)[69]
  - 2023 – Candidatura Eccezionale star asiatica - Corea a Suzy[70]
  - 2023 – Candidatura Eccezionale star asiatica - Corea a Jung Eun-chae[70]
  - 2023 – Candidatura Eccezionale star asiatica - Corea a Kim Jun-han[70]